# Ptychocroca crocoptycha
Ptychocroca crocoptycha es una especie de polilla de la familia Tortricidae. Se encuentra en Argentina y Chile, donde se ha registrado en altitudes que van desde cerca del nivel del mar hasta unos 1000 metros en los Andes.
En Argentina, se han registrado vuelos de adultos en octubre y diciembre, lo que sugiere una generación por año. En Chile, se han reportado adultos en febrero y marzo.